# Påverkansfaktor
Impact factor (IF) eller påverkansfaktor av en periodisk vetenskaplig publikation, exempelvis en tidskrift eller återkommande konferens, är det genomsnittliga antalet citeringar per artikel som görs inom en tvåårsperiod efter artikelns publicering. Detta är en metod för citeringsanalys inom bibliometri, det vill säga mätning av gjorda citeringar (källhänvisningar) i andra publikationer och hur hög uppmärksamhet artiklarna brukar få i annan forskningslitteratur. En publikation som har låg acceptansfrekvens får ofta högt anseende och läses och citeras av många forskare, och får därmed hög påverkansfaktor. 
Antal publiceringar som en forskare har gjort i publikationer av olika påverkansfaktor används som grund för att beräkna forskares poäng, vilket påverkar tilldelning av forskningsmedel och möjlighet till anställning i bland annat de nordiska länderna. Med citeringsanalys kan man även få fram information om ett vetenskapsområdes citeringspraxis, samt de inbördes relationer som publikationer, författare, vetenskapssamfund och olika vetenskapsområden kan ha.
Två metoder som används inom citeringsanalysen är cociteringsanalys och bibliografisk koppling. Dessa metoder resulterar i insikter om hur publikationer är relaterade till varandra, men på olika sätt.
h-index är ett annat mått för citeringsanalys, och används för att sammantaget beskriva en forskares produktivitet (antal publiceringar) och räckvidd (antal faktiska citeringar av forskarens publiceringar, snarare än antal citeringar publikationerna brukar få i genomsnitt). Exempel: Ett h-index på 12 innebär att forskaren i fråga har 12 vetenskapliga artiklar som var och en är citerad minst 12 gånger.
Långtgående kritik har rests mot okritiskt användande av påverkansfaktorer i sammanhang där forskning och forskare utvärderas.